# アラメダ・コリドー

紫の部分がアラメダ・コリドーを表す。BNSFハーバー・サブディビジョンはその西側を大きく迂回している

アラメダ・コリドー（英: Alameda Corridor, ATAX、アラメダ回廊）は、アメリカ合衆国のカリフォルニア州ロサンゼルスのダウンタウンの東にある物流基地・ロサンゼルス鉄道ターミナルと、ロサンゼルス港およびロングビーチ港を結ぶ鉄道路線である。アラメダ街道に平行して作られた掘り割りの中を通る、延長20マイル(約32キロメートル)に及ぶ貨物列車用路線であり、貨物列車用の「高速道路」というべきものである(一般鉄道も走行可能)。所有者はアラメダ・コリドー輸送公社（英: the Alameda Corridor Transportation Authority, ACTA）。BNSF鉄道(BNSF)とユニオン・パシフィック鉄道(UP)が線路使用料を支払いながら共同で使用している。使用料は、コンテナ1個あたり30ドル、空コンテナ8ドル、タンク車1両8ドルである。

## 建設の経緯

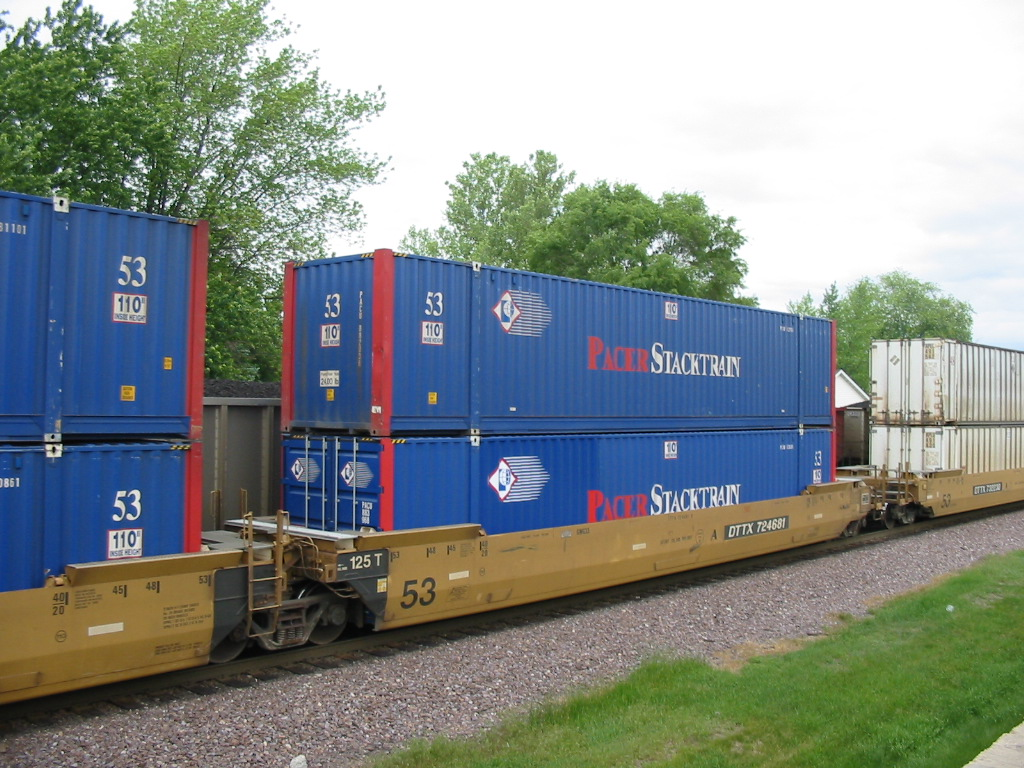
海上コンテナを2段積み（ダブルスタック）したアメリカの貨物列車（ダブルスタックカー）。アジアからのコンテナ貨物はロングビーチやロサンゼルスなどの西海岸の港湾でコンテナ船から下ろされ、大陸横断鉄道の貨物列車に積み替えられて中西部や東海岸へ大量輸送されている

本路線の一端であるロサンゼルス鉄道ターミナルは全米へ向けての鉄道貨物の出発点であり、もう一端のふたつの港湾は世界有数のコンテナターミナルを有し合計すると貨物取扱量は全米の3分1かつ西海岸の港湾の7割を占め1位、世界3位を誇る規模の港湾であった。
そのため、従来より両地点間での貨物輸送は盛んであったが、その区間がボトルネックとなっていた。鉄道は単線かつ設備が古く、市街地を走行するため日中の運転本数に制限を受けるなどの問題があった。長さ1マイルにも及ぶ貨物列車の速度が遅いことから踏切が閉まっている時間が長くなって激しい交通渋滞を招いていた（開かずの踏切状態）。荷主からは物流速度の向上を求められ、両港湾のコンテナ取扱量は30年間で3倍に増えることが予想された。また、鉄道だけではなくトラックでの輸送も多く、排出ガスによる公害が問題視されていた。これらの問題を抜本的に解決するために計画されたのが、本路線である。
従来、両地点を結ぶ鉄道路線は現在のアラメダ・コリドーとほぼ同じルートのサザン・パシフィック鉄道(SP。現UP傘下)の路線が2本と、その東側に平行するUPの路線、その西側を大きく迂回するBNSFの路線(BNSFハーバー・サブディビジョン)の4ルートがあった。その総延長は90マイル(約144キロメートル)にもなった。また、SPの路線は比較的短距離ではあるが市街地を走るために速度が平均10〜20MPH(時速約16〜32キロメートル)と遅かった。これらをひとまとめにしてバイパス化したのである。
本路線の建設は、第42代合衆国大統領ビル・クリントンが「重要な国家プロジェクト」と呼ぶほどのもので、全米で第2位の規模で、建設費は24億ドルであった。全20マイルのうち半分にあたる中央部分の10マイルは、自動車用道路であるアラメダ街道を拡幅して、上下線の中央に掘り割りを設けて線路を敷設した。これは、主に道路との平面交差をなくす目的で33フィート(10メートル)掘り下げたもので、トレンチと呼ぶ。トレンチの幅は50フィート(15メートル)、中には3線が敷かれている。ロサンゼルス鉄道ターミナル側3マイルと港湾側7マイルは地上を走るが、道路とは立体交差となっている。
計画は1980年代初頭よりあり、1982年には調査を開始、1989年にはACTAが成立した。1994年12月にはロサンゼルス港湾局とロングビーチ港湾局は、SP(1996年にUPが買収)からアラメダ通りに沿った路線2本のうち1本を4億ドルで買い取った。鉄道敷設権として非常に重要度が高いこの路線をSPが手放し、新線建設後は自らは線路使用料を支払って列車を運行し、またその路線に、本来は競争相手であるBNSFの列車も走らせるというSPの決断は、このプロジェクトが国家規模のものであったことの証左である。
1997年春に着工し、2002年に完成した。建設には、交通インフラストラクチャーの整備とともに、地域住民の雇用創出などもあわせて実施するため、資金面では米国政府、州政府、郡、両港、両鉄道会社、市民からの支援を受けている。総工費は24億5,800万ドルであった。
2002年4月15日から営業を開始し、1日35本の列車が通行した。すぐにロングビーチフリーウエイの渋滞は解消した。2005年の前半4ヶ月間に5,434本の列車が運行し、トラック900,000台分にあたる貨物を輸送した。

## アラメダ・コリドー開通による改善点
以下、開通前と開通後の数値を記述する。

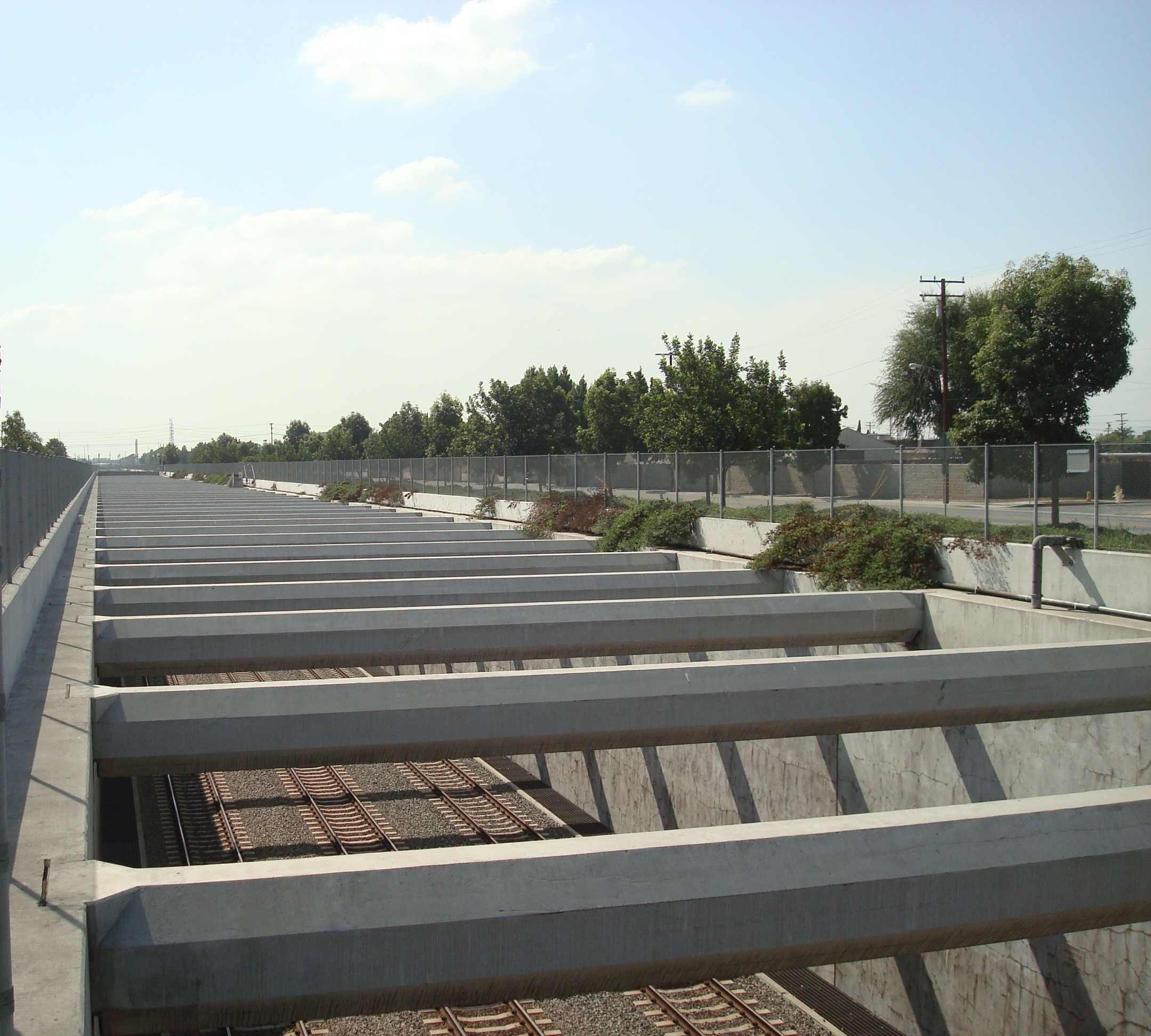
アラメダ・コリドーの掘割（コンプトン (カリフォルニア州)）

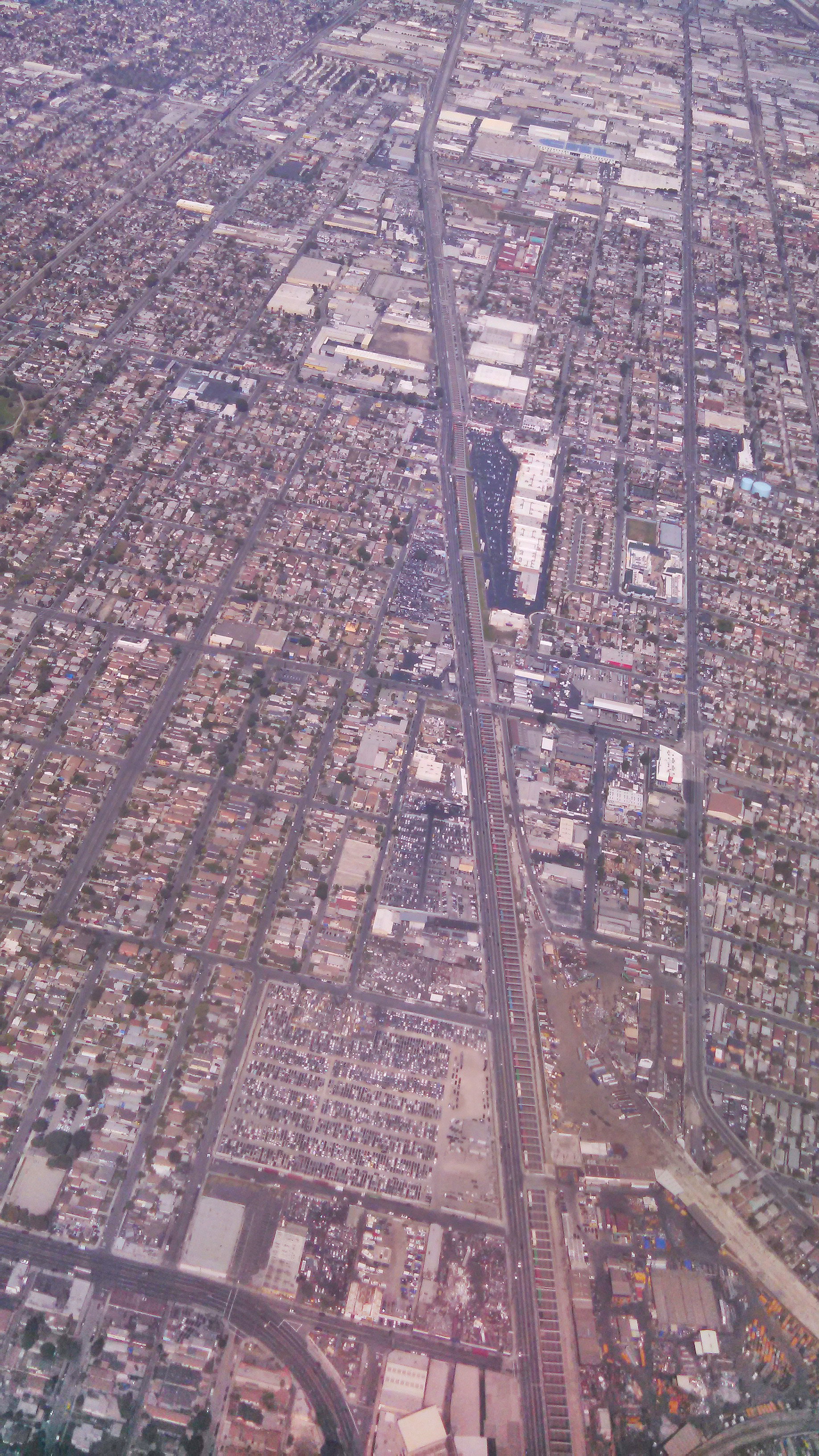
上空から見たアラメダ・コリドー。画面中央上部から右下に向かって、道路と並行して伸びている。コンテナ列車が走行しているのが見える。

- 両港湾からロサンゼルス鉄道ターミナルまでの1日あたりの輸送容量が、20〜35本から100本(2020年見込み)に増加
- 両港湾からロサンゼルス鉄道ターミナルまでの到達時間が、SP(UP)の場合、2時間30分を超える場合もあったものが約45分に減少。BNSFの場合、3〜4時間かかっていたものが30分に減少。
- 列車の平均速度が5〜20MPHだったものが、30〜40MPHに向上
- 両港湾でのコンテナ取り扱い数が、800万TEUから2,400万TEU(2020年見込み)に増加
- 209カ所あった平面交差踏切を全廃
- 一般交通の遅延が90％減少
- 鉄道からの排出物が28％減少
- 鉄道の騒音が90％減少
- 自動車の交差点でのアイドリング排出が大幅減少
- 建設で9,000人、専門・技術で1,500人の合計10,500人の雇用効果があった
- 港湾では70万人が間接効果を受けた

なお、ロサンゼルス鉄道ターミナルと両港湾を結ぶアラメダ・コリドー以外の3ルートは、化成品や原材料等の一般貨物を積載した列車が運行されている。アラメダ・コリドーは両港湾局が取得した路線ではあるが、ACTAに無償貸与している形となっている。

## 今後の計画

### 電化計画
ロサンゼルス港のen:caltransとロサンゼルス郡都市圏交通局は、沿線から粒子状物質を削減するために鉄道の電化計画を発表した。

### アラメダ・イースト
港湾の発展によりアラメダ・コリドーを利用する列車が増加すれば、それだけアメリカ東部に向けて運行される貨物列車は増加する。結果、ロサンゼルス鉄道ターミナルから東に向かう路線が隘路となり、また平面交差する踏切での道路の渋滞を増加させる原因ともなる。その範囲は、ロサンゼルス鉄道ターミナルから東へ80マイルにも及ぶと考えられており、アラメダ・コリドーをその区間にも延長する計画がある。
この計画により、バーノンとコマースのUPの巨大な操車場とサンバーナーディノ近くに建設中の操車場とを繋ぎ、のちにバーストゥとコーチェラの操車場につなぐことも考えられている。